# 艾維克
艾維克公司（EVGA Corporation）是一家電腦硬體公司，製造主機板、電競筆電、電源供應器、機殼和電競滑鼠，總部位於美國加利福尼亞州布雷亞，產品在全球多個國家販售。2008年5月5日，艾維克在台灣新北市成立子公司與研發中心，名為艾維克科技股份有限公司（EVGA Technology Incorporated，簡稱ETi）。供應基於NVIDIA顯示核心的顯示卡直到2022年，曾是NVIDIA的AIC合作夥伴之一
艾維克維修中心遍佈世界各地，並以美國加州貝雷亞市、德國慕尼黑及台灣新北市為總部。
艾維克由華裔企業家韓泰生（Andrew Han）創立於1999年7月，成立時名為eVGA.com，是一間顯示卡經銷商；後成為NVIDIA的銷售合作夥伴，推出子品牌e-GeForce，其產品皆為公版設計。在NVIDIA取消nForce晶片組的研發後，艾維克也開始銷售基於Intel晶片組的主機板。艾維克主機板產品大都定位於高階，面向頂級玩家或工作站。
艾維克亦出售電腦電源供應器、USB擴展設備等產品。
2022年9月16日，艾維克宣布將終止與NVIDIA的合作夥伴關係，同時也沒有計劃與AMD和Intel合作，等同於正式宣布退出顯示卡市場。